# 土耳其共产主义运动

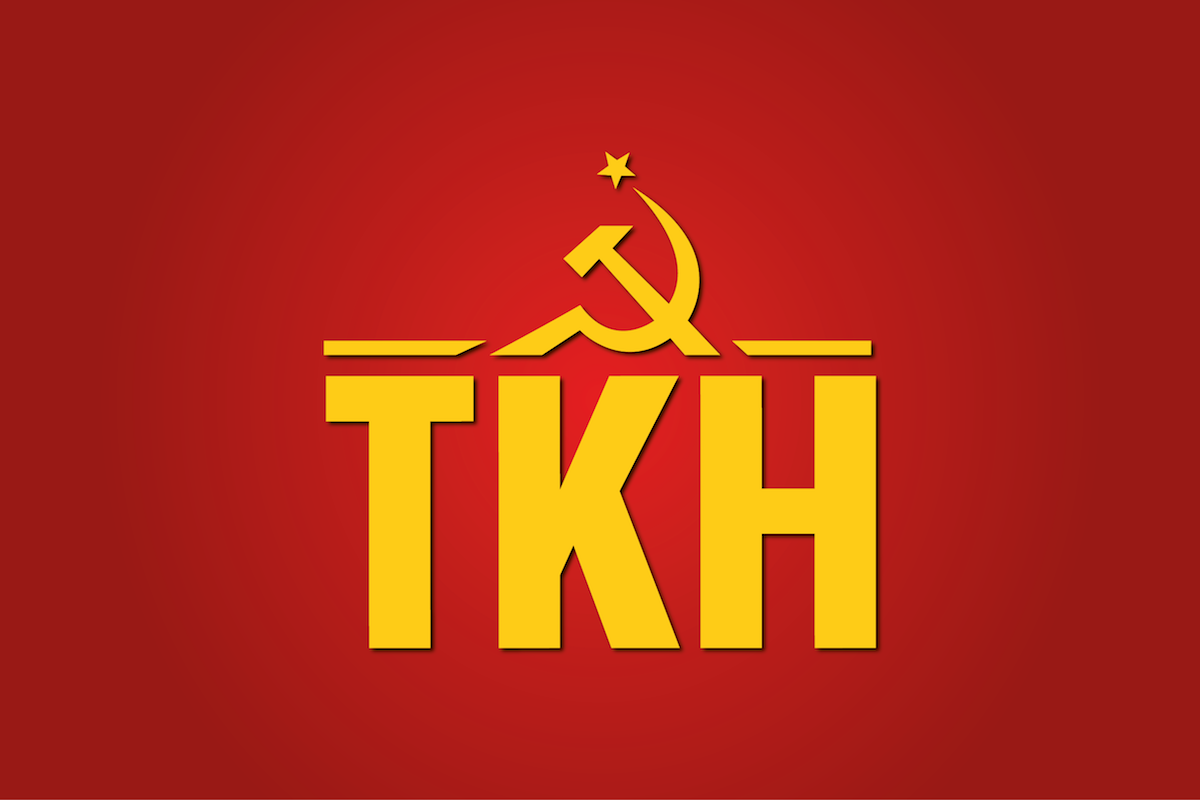
土耳其共产主义运动标志

土耳其共产主义运动（土耳其語：Türkiye Komünist Hareketi，缩写为TKH）是土耳其的一个共产主义政党。该党成立于2015年8月18日，分裂自土耳其人民共产党。该党的意识形态是共产主义、马克思列宁主义。该党的总部位于安卡拉。